# Cybercrime
Un cybercrime est une activité illégale menée à l'aide d'appareils ou de réseaux informatiques. Ces activités impliquent l’utilisation de la technologie pour commettre des fraudes, des usurpations d’identité, des vols de données, des escroqueries, diffuser des virus, etc. Les cybercriminels exploitent les vulnérabilités des systèmes et des réseaux informatiques pour obtenir un accès non autorisé, voler des informations sensibles, perturber les services et nuire à la situation financière ou à la réputation des individus, des organisations et des états.
À l’échelle internationale, des acteurs étatiques et non étatiques se livrent à des cybercrimes, notamment à de l'espionnage, au vol financier et à d’autres délits transfrontaliers. Les cybercrimes traversant les frontières internationales et impliquant les actions d'au moins un État-nation sont parfois appelés cyberguerre.
Le rapport sur les risques mondiaux 2023 du Forum économique mondial classe la cybercriminalité parmi les dix principaux risques auxquels le monde est confronté. Si la cybercriminalité était considérée comme un État, elle constituerait la troisième économie mondiale. En chiffres, la cybercriminalité devrait causer plus de 9 000 milliards de dommages dans le monde pour 2024.

## Définition et classification
La cybercriminalité englobe un large éventail d'activités, notamment la fraude informatique, le cyberterrorisme, la cyberextortion, les délits financiers, les escroqueries, le trafic sexuel en ligne et la fraude publicitaire,.

### Fraude informatique
La fraude informatique est le fait d'utiliser un ordinateur pour obtenir ou modifier des données électroniques ou pour accéder illégalement à un ordinateur ou à un système. La fraude informatique impliquant l'utilisation d'Internet est également appelée escroquerie en ligne. La définition juridique de la fraude informatique varie selon les pays, mais implique généralement l'accès à un ordinateur sans autorisation.
Les formes de fraude informatique comprennent le piratage d'ordinateurs pour modifier des informations, la distribution de codes malveillants tels que des vers ou des virus, l'installation de logiciels malveillants ou de logiciels espions pour voler des données, l'hameçonnage et les escroqueries liées aux avances de fonds.

### Cyberterrorisme
Le terme cyberterrorisme fait référence à des actes de terrorisme commis via l'utilisation de ressources informatiques. Les actes de perturbation des réseaux informatiques et des ordinateurs personnels par le biais de virus, de vers, d'hameçonnage, de logiciels malveillants, de matériel informatique ou de scripts de programmation peuvent tous être des formes de cyberterrorisme.

### Cyberextorsion
La cyberextorsion se produit lorsqu'un site web, un serveur de messagerie ou un système informatique sont soumis ou menacé d'attaques par des pirates, souvent par le biais d'attaques par déni de service. Les racketteurs exigent de l'argent en échange de la promesse de mettre fin aux attaques et de fournir une « protection ». Selon le FBI, les racketteurs attaquent de plus en plus les sites web et les réseaux d'entreprises, paralysant leur capacité de fonctionnement et exigeant des paiements pour rétablir leur service. Plus de vingt cas sont signalés chaque mois au FBI et beaucoup ne sont pas signalés afin de garder le nom de la victime privé. Les auteurs ont souvent recours à un rançongiciel ou à une attaque par déni de service. Cependant, d’autres techniques de cyberextorsion existent, comme le doxing et le braconnage de bugs. Un exemple de cyberextorsion est le hack de Sony de 2014.

### Rançongiciel
Les rançongiciels sont un type de malware utilisé dans le cadre de la cyberextorsion pour restreindre l'accès aux fichiers, menaçant parfois l'effacement permanent des données à moins qu'une rançon ne soit payée. Les rançongiciels sont un problème mondial, avec plus de 300 millions d’attaques dans le monde en 2021. Selon le rapport sur les menaces de la ransomware Unit 42 de 2022, en 2021, la demande de rançon moyenne dans les cas traités par Norton a grimpé de 144 % pour atteindre 2,2 millions de dollars, et il y a eu une augmentation de 85 % du nombre de victimes dont les informations personnelles ont été affichées sur les informations du dark web. Soit une perte de près de 400 millions de dollars en 2021.

### Trafic sexuel en ligne
Le trafic sexuel est le transport de victimes à des fins de prostitution forcée ou de diffusion en direct d'actes sexuels forcés ou de viols par webcam,,. Les victimes sont enlevées, menacées ou trompées et transférées dans des « tanières de sexe en ligne »,,. Les tanières peuvent se trouver dans n’importe quel endroit où les trafiquants de cybersexe disposent d’un ordinateur, d’une tablette ou d’un téléphone avec une connexion Internet. Les auteurs utilisent les réseaux sociaux, les vidéoconférences, les pages de rencontres, les forums de discussion en ligne, les applications, les sites du dark web ainsi que d'autres plateformes. Ils utilisent notamment des systèmes de paiement en ligne,, et des cryptomonnaies pour cacher leur identité. Des millions de rapports d’incidents de trafic sexuel en ligne sont envoyés chaque année aux autorités. Une nouvelle législation et de nouvelles procédures policières sont nécessaires pour lutter contre ce type de cybercriminalité.
En 2022, le nombre de victimes du trafic sexuel en ligne est estimé à 6,3 millions, selon un récent rapport de l'Organisation internationale du Travail. Ce chiffre comprend environ 1,7 million d'enfants victimes. Un exemple de trafic cybersexe est l'affaire Nth Room 2018-2020 en Corée du Sud.

### Cyberguerre
À l’échelle internationale, des acteurs étatiques et non étatiques se livrent à des cybercrimes, notamment à de l’espionnage, au vol financier et à d’autres délits transfrontaliers. Les cybercrimes traversant les frontières internationales et impliquant les actions d'au moins un État-nation sont parfois appelés cyberguerre.
Selon le département de la Défense des Etats-Unis, le cyberespace est devenu une arène pour les menaces à la sécurité nationale à la suite de plusieurs événements récents d'importance géostratégique, notamment l'attaque contre les infrastructures estoniennes en 2007 par des pirates informatiques russes. En 2008, la Russie aurait de nouveau mené des cyberattaques contre la Géorgie. Craignant que de telles attaques ne deviennent un élément normal des futures guerres entre États-nations, les commandants militaires estiment qu’il est nécessaire de développer les opérations dans le cyberespace.

### Utilisation des ordinateurs comme outils
Lorsqu’un individu est la cible d’un cybercrime, l’ordinateur est souvent l’outil plutôt que la cible. Ces crimes qui exploitent généralement les faiblesses humaines, ne nécessitent que peu d’expertise technique et existent déjà hors ligne. Les criminels disposent simplement d’un outil qui augmente leur nombre de victimes potentielles et les rend plus difficiles à retrouver et à appréhender du fait de la distance possible. Les crimes qui utilisent des réseaux ou des appareils informatiques à d'autres fins comprennent : la fraude et le vol d'identité, la guerre de l'information, les escroqueries par phishing, les courriers indésirables, la propagation de contenus obscènes ou offensants illégaux, y compris le harcèlement et les menaces.
L'envoi non sollicité d'e-mails en masse à des fins commerciales (spam) est illégal dans certaines juridictions.
L'hameçonnage se propage principalement par courrier électronique. Les e-mails de phishing peuvent contenir des liens vers d'autres sites web affectés par des logiciels malveillants. Ils peuvent également contenir des liens vers de fausses opérations bancaires en ligne ou vers d’autres sites web utilisés pour voler des informations sur des comptes privés.

### Contenu obscène ou offensant
Le contenu des sites web et autres communications électroniques peut être de mauvais goût, obscène ou offensant pour diverses raisons. Dans certains cas, cela peut être illégal. Les contenus illégaux varient considérablement d’un pays à l’autre, et même au sein d’un même pays. Il s’agit d’un domaine sensible dans lequel les tribunaux peuvent intervenir dans l’arbitrage entre des groupes aux convictions fortes.
L'un des domaines de la pornographie sur Internet qui a fait l'objet des efforts de réduction les plus importants est la pédopornographie, qui est illégale dans la plupart des juridictions du monde.

### Fraude publicitaire
Les fraudes publicitaires sont particulièrement populaires parmi les cybercriminels, car ces fraudes sont lucratives et peu susceptibles de donner lieu à des poursuites. Jean-Loup Richet, professeur à l'IAE de Paris, classe la grande variété de fraudes publicitaires commises par les cybercriminels en trois catégories : les fraudes à l'identité, les fraudes à l'attribution et les fraudes aux services.
La fraude à l'identité vise à usurper l'identité d'utilisateurs réels et à gonfler l'audience. Les techniques utilisées pour la fraude d'identité incluent le trafic par des robots (provenant d'une société d'hébergement, d'un centre de données ou d'appareils compromis), le cookie stuffing, la falsification des caractéristiques de l'utilisateur, telles que la localisation et le type de navigateur, le faux trafic social (induire en erreur les utilisateurs de réseaux sociaux pour qu'ils visitent le site web cible) et de faux comptes de réseaux sociaux qui donnent l’impression qu’un robot est légitime[pas clair].
La fraude par attribution consiste à détourner des activités d'utilisateurs réels, telles que des clics ou des conversations. De nombreuses techniques de fraude publicitaire appartiennent à cette catégorie : l'utilisation d'appareils piratés et infectés par des logiciels malveillants dans le cadre d'un botnet, les fermes à clics (entreprises où les employés à bas salaires sont payés pour cliquer ou engager des conversations), navigation incitée, abus de placement vidéo (diffusé dans des emplacements de bannière d'affichage), publicités cachées (qui ne seront jamais vues par les vrais utilisateurs), usurpation de domaine (annonces diffusées sur un faux site web) et détournement de clics (l'utilisateur est obligé de cliquer sur une annonce).
Les services de fraude publicitaire comprennent toutes les infrastructures en ligne et les services d'hébergement qui pourraient être nécessaires pour commettre une fraude d'identité ou d'attribution. Les services peuvent impliquer la création de sites web de spam (faux réseaux de sites web fournissant des backlinks artificiels), les services de création de liens, les services d'hébergement, ou des pages fausses et frauduleuses se faisant passer pour une marque célèbre.

### Harcèlement en ligne
Alors que le contenu peut être offensant de manière non spécifique, le harcèlement dirige des obscénités et des commentaires désobligeants contre des individus spécifiques, se concentrant souvent sur des informations sensibles telles que le genre, l'ethnie, la religion, la nationalité ou l'orientation sexuelle.
Commettre une infraction à l’aide d’un ordinateur peut entraîner une peine plus lourde. Par exemple, aux USA, dans l'affaire États-Unis c. Neil Scott Kramer, l'accusé s'est vu infliger une peine plus lourde conformément au US Sentencing Guidelines Manual §2G1.3(b)(3) pour son utilisation d'un téléphone mobile pour « persuader, inciter, inciter, contraindre ou faciliter le voyage du mineur à se livrer à un comportement sexuel interdit. Kramer a fait appel de la sentence au motif qu'il n'y avait pas suffisamment de preuves pour le condamner en vertu de cette loi, car son accusation indiquait une persuasion via un appareil informatique et que techniquement son téléphone mobile n’était pas un ordinateur. L'argument a été réfuté car le manuel américain de lignes directrices sur la détermination de la peine indique que le terme « ordinateur » désigne « un dispositif électronique, magnétique, optique, électrochimique ou autre dispositif de traitement de données à grande vitesse exécutant des fonctions logiques, arithmétiques ou de stockage, et inclut toute installation de stockage de données ou installation de communication directement liée à ou fonctionnant en conjonction avec un tel appareil ».
Aux États-Unis, 41 États ont adopté des lois et des réglementations considérant le harcèlement extrême en ligne comme un acte criminel. Ces actes peuvent également faire l'objet de poursuites au niveau fédéral, en raison de la section 2261A du Code 18 des États-Unis, qui stipule que l'utilisation d'ordinateurs pour menacer ou harceler peut entraîner une peine pouvant aller jusqu'à 20 ans.
En Chine (pays qui compte plus de 20 % des utilisateurs d'Internet dans le monde), en réponse à l'incident d'intimidation du moteur de recherche Renrou sousuo, le Bureau des affaires législatives du Conseil d'État a adopté une loi stricte contre la cyberintimidation,.
Le Royaume-Uni a adopté la Malicious Communications Act, qui stipule que l'envoi de messages ou de lettres par voie électronique que le gouvernement juge « indécents ou manifestement offensants » et/ou un langage destiné à provoquer « de la détresse et de l'anxiété » peut entraîner une peine de prison de six mois et amende potentiellement importante,.
L'Australie, même si elle n'aborde pas directement la question du harcèlement, inclut la plupart des formes de harcèlement en ligne dans la loi sur le Code criminel de 1995. Utiliser les télécommunications pour envoyer des menaces, harceler ou offenser constitue une violation directe de cette loi.
Bien que la liberté d’expression soit protégée par la loi dans la plupart des sociétés démocratiques, elle n’inclut pas tous les types d’expression. Les menaces verbales ou écrites peuvent être criminalisées parce qu’elles nuisent ou intimident. Cela s'applique aux menaces en ligne ou liées au réseau.
La cyberintimidation a grandement augmenté avec la popularité croissante des réseaux sociaux. En janvier 2020, 44 % des internautes adultes aux États-Unis avaient « personnellement été victimes de harcèlement en ligne ». Le harcèlement des enfants en ligne a souvent des effets négatifs, voire parfois mortels. Selon une enquête de 2021, 41 % des enfants développent une anxiété sociale, 37 % développent une dépression et 26 % ont des pensées suicidaires.
Les Émirats arabes unis ont acheté le logiciel espion mobile Pegasus du groupe NSO pour une surveillance de masse et une campagne de harcèlement contre d'éminents militants et journalistes, notamment Ahmed Mansoor, la princesse Latifa, la princesse Haya et d'autres. Ghada Oueiss était l’une des nombreuses femmes journalistes et militantes de premier plan ciblées. Elle a intenté une action en justice contre le dirigeant des Émirats arabes unis, Mohammed ben Zayed Al Nahyane, ainsi que d'autres personnes ayant partagé ses photos en ligne.

### Trafic de drogue
Les marchés du Darknet sont utilisés pour acheter et vendre des stupéfiants en ligne. Certains trafiquants de drogue utilisent des outils de messagerie chiffrés pour communiquer avec des passeurs de drogue ou des clients potentiels. Le site web Silk road, qui a commencé ses activités en 2011, est le premier grand marché en ligne de drogues. Il est définitivement fermé en octobre 2013 par le FBI et Europol. Après la panne de Silk Road 2.0, Silk Road 3 Reloaded apparait. Il s'agit en réalité d'un marché plus ancien nommé Diabolus Market ayant utilisé le nom de Silk Road.
Les marchés du Darknet connaissent une augmentation du trafic ces dernières années pour de nombreuses raisons, telles que les achats anonymes et souvent un système d'évaluation par d'autres acheteurs. Les marchés du darknet peuvent drainer financièrement les individus de nombreuses manières. Les vendeurs et les clients font de grands efforts pour garder leur identité secrète lorsqu’ils sont en ligne. Les outils couramment utilisés pour masquer leur présence en ligne incluent les VPN, l'OS Tails et le navigateur Tor. Bien que les gens puissent facilement accéder à un navigateur Tor, accéder à un marché illicite n’est pas aussi simple que de le saisir sur un moteur de recherche, comme on le ferait avec Google. Les marchés du Darknet ont des liens spéciaux qui changent fréquemment, se terminant par .onion par opposition aux extensions de domaine typiques .com, .net et .org. Pour renforcer la confidentialité, la devise la plus répandue sur ces marchés est le Bitcoin, qui permet aux transactions d'être anonymes.
Un problème auquel les utilisateurs du marché sont parfois confrontés est l’arnaque à la sortie. Autrement dit, un fournisseur avec une note élevée agit comme s'il vendait sur le marché et faisait payer aux utilisateurs des produits qu'ils ne reçoivent jamais. Le vendeur ferme ensuite son compte après avoir reçu de l'argent de plusieurs acheteurs et n'a jamais envoyé ce qui a été payé. Les vendeurs, qui sont tous impliqués dans des activités illégales, n’ont aucune raison de ne pas se lancer dans des arnaques à la sortie lorsqu’ils ne veulent plus être vendeurs. En 2019, un marché entier connu sous le nom de Wall Street Market aurait effectué une arnaque à la sortie, volant 30 millions de dollars en Bitcoin à ses utilisateurs.
En juillet 2017, le FBI s'est emparé de l'un des plus grands marchés, communément appelé Alphabay, qui a rouvert en août 2021 sous la supervision de DeSnake, l'un des administrateurs d'origine,. Les enquêteurs se font passer pour des acheteurs et commandent des produits auprès de vendeurs du darknet dans l’espoir que ceux-ci laissent une trace que les enquêteurs pourront suivre. Dans un cas, un enquêteur s'est fait passer pour un vendeur d'armes à feu et, pendant six mois, des personnes ont acheté chez eux et ont fourni leur adresse personnelle. Le FBI a pu procéder à plus d'une douzaine d'arrestations au cours de cette enquête de six mois. Une autre répression a ciblé les vendeurs de fentanyl et d'opiacés. Alors que des milliers de personnes meurent chaque année à cause d’overdoses, les enquêteurs ont fait de la vente de stupéfiants sur Internet une priorité. De nombreux vendeurs ne se rendent pas compte des accusations criminelles supplémentaires qui accompagnent la vente de drogues en ligne, comme le blanchiment d'argent et l'utilisation illégale du service de courrier. En 2019, un vendeur est condamné à 10 ans de prison après avoir vendu de la cocaïne et de la méthamphétamine sous le nom de JetSetLife. Mais malgré le temps passé par les enquêteurs à traquer les personnes, seuls 65 suspects ayant achetés et vendu des marchandises illégales sur certains des plus grands marchés sont identifiés en 2018, alors que des milliers de transactions ont lieu quotidiennement sur ces marchés.

## Droit et cybercriminalité en France

### Classification des infractions en France
En France, la cybercriminalité est définie par le ministère de l'Intérieur comme une « infraction pénale susceptible de se commettre sur ou au moyen d’un système informatique généralement connecté à un réseau ».
La cybercriminalité regroupe trois types d’infractions :
- les infractions spécifiques aux technologies de l’information et de la communication : parmi ces infractions, on recense les atteintes aux systèmes de traitement automatisé de données, les traitements non autorisés de données personnelles (comme la cession illicite des informations personnelles), les infractions aux cartes bancaires, les chiffrements non autorisés ou non déclarés ou encore les interceptions ;
- les infractions liées aux technologies de l’information et de la communication : cette catégorie regroupe la pédopornographie, l’incitation au terrorisme et à la haine raciale sur internet, les atteintes aux personnes privées et non aux personnages publics, les atteintes aux biens ;
- les infractions facilitées par les technologies de l’information et de la communication, que sont les escroqueries en ligne (cyberarnaques), le blanchiment d'argent, la contrefaçon ou toute autre violation de propriété intellectuelle.

### Dispositif législatif et conventionnel de lutte

#### Dispositif législatif et règlementaire français
En France la cybercriminalité est prise juridiquement en compte depuis la loi informatique et libertés (loi relative à l'informatique, aux fichiers et aux libertés du 6 janvier 1978).
- La loi Godfrain du 5 février 1988 relative à la fraude informatique a introduit les articles 323-1 et suivants dans le Code pénal, concernant notamment la suppression ou modification de données (art 323-1 al 1), ou encore la tentative d’infraction sur un STAD (323-7).
- La loi du 15 novembre 2001 relative à la sécurité quotidienne
- La loi du 18 mars 2003 pour la sécurité intérieure
- La loi du 9 mars 2004 portant adaptation de la justice aux évolutions de la criminalité
- La loi pour la confiance dans l'économie numérique du 21 juin 2004, qui a modifié les articles 323-1 et suivant du Code pénal. Cette loi a, en outre, modifié l’article 94 du Code de procédure pénale relatif à l’inclusion des données informatiques dans la liste des pièces susceptibles d'être saisies lors des perquisitions réalisées en flagrant délit ou au cours d'une instruction (ces perquisitions sont aussi régies par les art. 56 et 97 du Code de procédure pénale).
- La loi du 9 juillet 2004 relative aux communications électroniques et aux services de communication audiovisuelle.
- La Loi du 23 janvier 2006 relative à la lutte contre le terrorisme et comportant diverses dispositions relatives à la sécurité et aux contrôles frontaliers.
- La loi du 5 mars 2007 relative à la prévention de la délinquance

Par ailleurs de nombreux textes réglementaires ont été adoptés. On peut citer pour exemple le décret du 24 mars 2006 sur la conservation des données de trafic prévu par la loi relative à la sécurité quotidienne.
La lutte contre la cybercriminalité est en pleine évolution et elle fait l’objet de nombreuses réflexions en France. Par exemple le plan de lutte contre la cybercriminalité qui a été présenté en février 2008 contient des mesures visant à moderniser les méthodes d’investigation. Par ailleurs, la même année, au mois d’octobre a été présenté le plan du numérique 2012 qui contient des propositions relatives à la lutte contre le cybercrime.
Malgré cette évolution permanente le dispositif législatif français en matière de cybercriminalité est « éparpillé » dans divers textes. Il est donc peu aisé, autant pour les professionnels que pour les profanes, de connaître avec précision ce qui est aujourd’hui reconnu comme un acte cybercriminel par le droit français. Myriam Quéméner et Joël Ferry, dans Cybercriminalité Défi Mondial (2e édition) décrivent le dispositif législatif et réglementaire français comme un « maquis quelque peu ésotérique ».

#### Convention sur la cybercriminalité du 23 novembre 2001
Le 23 novembre 2001 les pays membres du Conseil de l'Europe ainsi que les États-Unis, le Canada, le Japon et l'Afrique du Sud, ont adopté la convention sur la cybercriminalité, aboutissement d'un long processus de négociations (vingt-sept versions antérieures et quatre années de négociations officielles). Il s'agit d'une convention pénale à vocation internationale destinée à lutter contre le cybercrime. En 2007, seuls quatorze États avaient ratifié la convention sur les quarante-sept signataires.
Par ailleurs en 2003, a été ouvert à la signature le protocole additionnel à la convention sur la cybercriminalité, qui visait à élargir le champ d'application de la convention aux infractions de propagande raciste ou xénophobe commis via les réseaux internet. Ce protocole, non ratifié par les États-Unis, prévoit par ailleurs des mesures facilitant l'extradition et l'entraide judiciaire.
La France a ratifié ces deux textes par la loi no 2005-493 du 19 mai 2005 autorisant l'approbation de la Convention du Conseil de l'Europe sur la cybercriminalité et du protocole additionnel à cette Convention.
La convention sur la cybercriminalité de 2001 poursuit trois objectifs déterminés :
- l'harmonisation des législations des États signataires ;
- la modernisation de ces législations, notamment en matière procédurale ;
- l'amélioration de la coopération internationale en matière d'extradition et d'entraide répressive.

Le premier axe est l'harmonisation des législations nationales en ce qui concerne la définition des infractions répertoriées par la Convention. Il s'agit donc d'incriminer quatre séries d'infractions qui sont :
1. Les infractions informatiques : falsification et fraude informatique ;
2. Les infractions de contenu : la pornographie enfantine. Le protocole additionnel inclut la propagation via Internet d'idées racistes et xénophobes ;
3. Les infractions liées aux atteintes à la propriété intellectuelle et aux droits connexes : le partage non autorisé via Internet des œuvres protégées ;
4. Les infractions contre la confidentialité, l'intégrité et la disponibilité des données et systèmes : accès illégal, interception illégale, atteinte à l'intégrité des données ou des systèmes.

Ensuite, le deuxième axe, d'ordre procédural, définit les moyens d'enquêtes et de poursuites pénales les mieux adaptés à la mondialisation du réseau internet. La Convention prévoit des règles pour garantir les droits des individus, mais aussi pour faciliter la conduite d'enquête. En ce sens, on peut citer, entre autres, les règles régissant la conservation des données stockées, la conservation et la divulgation rapide des données relatives au trafic, la perquisition des systèmes informatiques, la saisie de données informatiques, la collecte en temps réel des données relatives au trafic et l'interception de données relatives au contenu.
Enfin, le troisième axe concerne la mise en place d'un système rapide et efficace de coopération internationale. À côté des formes traditionnelles de coopération pénale internationale, prévues notamment par les Conventions européennes d'extradition et d'entraide judiciaire, la Convention sur la cybercriminalité prévoit des formes d'entraide correspondant aux pouvoirs définis préalablement par la Convention. Ces conditions sont exigées afin que les autorités judiciaires et les services de police d'un État membre puissent agir pour le compte d'un autre État dans la recherche de preuves électroniques, sans toutefois mener d'enquêtes ni de perquisitions transfrontalières. En outre, toute donnée obtenue devrait être rapidement communiqué à l'État intéressé.
Sans doute, ce texte international constitue un complément indispensable aux lois nationales pour contenir le phénomène de cette nouvelle criminalité « caméléon » dont on ne connaît pas encore — du moins avec certitude — toutes « les couleurs » et les menaces.
Par ailleurs, le 17 janvier 2005 le Conseil de l'Union européenne a adopté la décision cadre 2005/222/JAI du Conseil « relative aux attaques visant les systèmes d'information », qui va permettre une harmonisation des règles pénales concernant les principales activités criminelles visant les systèmes d'information, l'atteinte à l'intégrité d'un système et l'atteinte à l'intégrité des données.
Après les attaques de 2017 d’ampleur internationale (NotPetya et WannaCry notamment), le risque cyber est le second risque le plus craint par les entreprises du monde entier,.

## Acteurs

### Cyber délinquants et victimes
60 % des cyberattaques dans le monde en 2011 proviennent des États-Unis.
En réponse à la cyber présumée espionnant sur des opposants aux meilleurs intérêts de l'Iran par le gouvernement iranien en 2010 et 2011, Les États-Unis ont aidé les Émirats arabes unis à la fin de 2011 avec la création de l'autorité nationale de la sécurité électronique (NESA) qui est l'équivalente des ÉAU à la NSA américaine.

#### Project Raven
Project Raven était une initiative confidentielle visant à aider les ÉAU visionnez d'autres gouvernements, militants et activistes des droits de l'homme. Son équipe comprenait d'anciens agents de renseignement américains, qui ont appliqué leur formation au piratage téléphonique et ordinateurs appartenant aux victimes du Projet Raven. L'opération était basée dans un manoir converti à Abou Dabi surnommé «la villa».
CyberPoint fourni Projet Raven avec des entrepreneurs formés aux États-Unis d'environ 2014 à 2016. La réputation de Cyberpoint en tant que société de cybersécurité défensive a été terni en 2016 après que les nouvelles ont éclaté que la société avait travaillé avec l'équipe de piratage des groupes de logiciels espions italiens.
Le 24 octobre 2016, un article de The Intercept a révélé la surveillance aux ÉAU. Le chef des finances de DarkMatter, Samer Khalife, a transféré des citoyens américains de DarkMatter vers une nouvelle société appelée Systèmes de connexion et des équipes de Tiger ont été formées par DarkMatter pour contrer les allégations de l'article de The Intercept.
Le FBI étudie les DarkMatter pour des crimes tels que l'espionnage numérique, la complicité de la mort de Jamal Khashoggi et la détention de dissidents d'outre-mer. Le FBI a également enquêté sur d'anciens employés américains de DarkMatter possiblement impliqués dans des cybercrimes.
Le 14 septembre 2021, trois anciens officiers de renseignements américains, Marc Baiier, Ryan Adams et Daniel Gericke, recrutés par les ÉAU pour mener des cyber opérations sophistiquées admis au piratage des infractions et à la violation des règles d'exportation américaines interdisant le transfert de technologie militaire à d'autres gouvernements. En outre, ils sont convenus de remettre plus de 1,7 million de dollars et leurs autorisations de sécurité américaine en échange d'une restriction de leur travail futur et de « coopérer pleinement» avec des enquêteurs »[pas clair],,.

#### Cas d'espionnage saoudien
Ahmad Abouammo, un citoyen américain et libanais et ancien employé de Twitter, et Ali Alzabarah, autre ancien employé de Twitter, ont été approchés par Riyad en 2014 et 2015 pour transférer des informations personnelles sur les utilisateurs. En novembre 2019, Abouammo a vendu des informations personnelles sur des utilisateurs anonymes à Riyad. En retour, il a reçu dix mille dollars et une montre de luxe. En novembre 2019, il a été arrêté à Seattle. Après un procès de deux semaines devant le tribunal fédéral de San Francisco, il a été reconnu coupable de blanchiment d'argent, de complot en vue de commettre une fraude télégraphique, de falsification de dossiers et d'être agent pour l'Arabie saoudite, et a été condamné à 10 à 20 ans de prison. Le verdict est intervenu après que les défenseurs des droits de l'homme ont critiqué Joe Biden et Emmanuel Macron pour leur approche diplomatique du prince héritier Mohammed ben Salmane, qui a été exclu de la scène internationale à la suite du meurtre du journaliste saoudien Jamal Khashoggi en Turquie en 2018. En outre, le prince héritier et son gouvernement sont fréquemment accusés, par les ONG d'espionnage, d'enlèvement et de torture de dissidents ; Riyad réfute vigoureusement ces affirmations.

### Organes français de lutte
La cybercriminalité est reconnue par beaucoup d'experts comme étant la nouvelle forme de criminalité du XXIe siècle. Dès lors, pour la contrôler, la France a mis en place de nombreux organes de lutte. Voici quelques exemples de cyber-investigation.
Dès 1998, a été créé, au sein de la gendarmerie, le département de lutte contre la cybercriminalité au sein du service technique de recherches judiciaires et de documentation (STRJD, devenu SCRC). Celle cellule a évolué et est devenue la Division de lutte contre la cybercriminalité (DLCC) composée du Département coordination et appuis numériques (DCAN), du Département investigations sur Internet (D2I), du Département prévention et suivi des phénomènes sur Internet (DPSPI) et du Département répression des atteintes aux mineurs sur Internet (DRAMI) qui intègre le Centre national d'analyse des images de pédopornographie (CNAIP). Devenue un centre de lutte contre les criminalités numériques (C3N) en 2015, cette unité rejoint en 2021 le nouveau commandement de la gendarmerie dans le cyberespace (ComCyberGend).
Le 15 mai 2000 a été créé l'Office central de lutte contre la criminalité liée aux technologies de l'information et de la communication (OCLCTIC), au sein de la direction centrale de la police judiciaire au Ministère de l'Intérieur. Elle regroupe notamment en son sein la plate-forme de signalement des contenus illicites sur internet. Cette même année, en complément de l'action de l'OCLCTIC, a été mise en place, la direction de la Surveillance du territoire (DST), qui est compétente pour diligenter des enquêtes judiciaires relatives à des actes de piratage sur les systèmes informatiques des établissements à régime restrictif ou des données classifiées de défense.
Par ailleurs, en 2006 a été créé l'OCRVP, office central pour la répression des violences aux personnes, dont la mission est la coordination, sur le plan national, de la lutte contre les infractions violentes à l'encontre des personnes, notamment concernant la pédopornographie sur internet.
Enfin, la police nationale dispose de services spéciaux comme le SITT service de l'informatique et des traces technologiques. Les directions inter régionales et régionales de police judiciaire disposent d'ICC (Investigateurs en CyberCriminalité) anciennement dénommés ESCI (Enquêteurs Spécialisés en Criminalité Informatique). Il existe, en outre, différentes brigades spécialisées, telle la Brigade d'enquêtes sur les fraudes aux technologies de l'information (BEFTI).
Le 30 juin 2014, le magistrat Marc Robert remet son rapport à Bernard Cazeneuve, Axelle Lemaire, Arnaud Montebourg et Christiane Taubira, pour mettre en place des mesures juridiques et techniques visant à freiner les risques liés à la cybersécurité et améliorer la protection des internautes. Marc Robert prône la création d'un Centre d'Alerte, l'ouverture d'un 17 de l'internet, la mise en place d'une Délégation interministérielle à la lutte contre la cybercriminalité placée sous la responsabilité directe du Premier ministre, etc..

### Organes européens de lutte
Les États ont rapidement compris que pour être plus efficace la lutte contre la cybercriminalité devait être européenne. Des compétences dans ce domaine ont alors été rapidement confiées à Interpol dont le rôle est la facilitation d’échange de renseignements afin de lutter efficacement contre toute forme de criminalité et notamment la criminalité informatique.
Europol est aussi compétent en ce qui concerne la facilitation d’échanges de renseignements entre polices nationales notamment en matière de cybercriminalité. L'Union européenne (UE) a établi un Centre européen de lutte contre la cybercriminalité au sein d'Europol : EC3 (European Cybercrime Centre). L'EC3 est compétent pour soutenir les enquêtes des services spécialisés des États membres de l'UE dans des domaines tels que toutes fraudes en ligne en particulier la fraude à la carte de crédit, l'exploitation sexuelle des enfants en ligne (pédopornographie sur internet), les cyberattaques contre les systèmes d'infrastructures critiques de l'UE. L'EC3 apporte également un soutien en termes d'analyse criminelle stratégique aux États-membres notamment en produisant des analyses de la menace thématiques sur les dernières tendances en matière de cybercrime.
EUROJUST, organe de l’Union européenne, a pour compétence l’amélioration de l’efficacité des autorités compétentes des états membres dans la lutte contre la criminalité organisée transfrontalière, donc notamment la cybercriminalité transnationale.
Par ailleurs, a été créée en 2004 l’ENISA, agence européenne chargée de la sécurité des réseaux et de l’information, qui a diverses missions, dont notamment le recueil et l’analyse des données relatives aux incidents liés à la sécurité, ou encore le suivi de l’élaboration des normes pour les produits et services en matière de sécurité de réseaux et de l’information, mais aussi la promotion d’activités d’évaluation et de gestion des risques.
Enfin, il existe le programme européen Safer internet plus qui lutte contre les contenus illicites, le traitement des contenus non désirés et préjudiciables, et qui fait la promotion d’un environnement plus sûr.

## Obstacles à la lutte et diffusion de la cybercriminalité
Pour Jean-Loup Richet (Research Fellow à l'ESSEC ISIS), une autre difficulté dans la lutte contre la cybercriminalité est la rapide diffusion de nouvelles techniques de hacking, la réduction des coûts de l'activité criminelle et enfin la réduction des connaissances requises pour devenir un cybercriminel. En effet, les barrières à l'entrée n'ont jamais été aussi réduites : les services offerts par les plateformes de cloud computing peuvent être détournés pour lancer des campagnes de spam à moindre coûts, cracker un mot de passe voire augmenter la puissance d'un botnet. Selon Jean-Loup Richet, plus besoin d'être un expert en informatique pour devenir un cybercriminel : les communautés de hackers black hat commercialisent des logiciels permettant à leurs utilisateurs de mener des cyber attaques sans aucune compétence technique (Crimeware-as-a-service). Les communautés en ligne de cybercriminels contribuent au développement du cybercrime, fournissant des astuces, techniques, outils clefs en main et proposant même dans certains cas du tutorat de débutants désireux de devenir des cybercriminels.
Selon la Revue française de criminologie et de droit pénal, la difficulté de la lutte contre la cybercriminalité réside également dans l’ambiguïté du cadre de régulation. Si le but d'une agression informatique est le système informatique de l'adversaire alors ce système peut-être assimilé à l'adversaire lui-même. La question est donc de savoir s'il faut établir un encadrement légal entre les machines et leurs propriétaires pour identifier ces actes criminels.

## Conséquences économiques
Le coût de la cybercriminalité étant difficile à évaluer, des chiffres divers sont donnés.
Selon deux études menées par le FBI et IBM en 2006, la cybercriminalité coûterait 67 milliards de dollars par an, rien qu'aux États-Unis.
Selon le chef d'Interpol Khoo Boon Hui, 80 % de la cybercriminalité est liée en 2012 à des bandes organisées transfrontalières et représente un coût financier (750 milliards d'euros par an en Europe) plus important que les coûts combinés des trafics de cocaïne, marijuana et héroïne. Selon le rapport du Center for Strategic and International Studies (CSIS) de l'éditeur en sécurité McAfee, les activités cybercriminelles coûteraient entre 375 et 575 milliards de dollars par an.
Le cybercrime et le piratage ont lourdement pesés sur les ventes du jeu The Witness, de Jonathan Blow, à sa sortie, au point que son créateur avoua que cela risquerait fortement de le limiter pour la création d'un nouveau jeu par la suite.
« Chaque année, plus de 26 millions de Français sont victimes de cybercrimes, dont 9,17 millions subissent une perte financière nette. Au-delà des particuliers, les entreprises françaises sont de plus en plus ciblées, pour un dommage de 8,7 millions d’euros » en 2019.

## Croque-escrocs
Certains internautes se sont spécialisés dans la lutte contre les escroqueries en ligne, et notamment le scam fait par les brouteurs ou les faux supports techniques. On les dénomme « croque-escrocs » ou « scambaiters » ((en) scam étant « fraude » et bait « appât »). On peut aussi les appeler « chasseurs d'arnaqueurs» ou « chasseurs de brouteurs » quand ils traquent les brouteurs.
Les croque-escrocs anglophones les plus célèbres sont Kitboga (en),,,, RinoaPoison ou encore Scammer Payback (en),,,,.
Les croque-escrocs francophones les plus célèbres sont le Youtubeur et streamer Sandoz,,,, David connu sous le pseudo de Métabrouteur sur Twitter,,, Victor Baissait, spécialiste et enseignant en tech/web, webdesigner et journaliste,,,,,,, Lalain (sur Twitch et Youtube), ArnqueMoiSiTuPeux (sur Twitch, Youtube et TikTok),, le vidéaste Mozinor et certains autres sont spécialisés sur les faux supports Microsoft, comme c'est le cas de Centho sur Twitch, ou Hackii,.
Leur objectif est de faire perdre du temps et de l'argent à ces escrocs, qui se connectent en général depuis des cybercafés, et qui paient donc leurs connexions. Il y aurait actuellement des croque-escrocs dans pratiquement tous les pays du monde. Ils peuvent aussi donner des informations aux autorités et prévenir des potentielles victimes.
Ils peuvent aussi faire de la préventions sur différents réseaux sociaux en expliquant les mécanismes des différentes arnaques comme sur Twitch ou Youtube, TikTok.
Il existe aussi des groupes Facebook qui luttent contre ce type d'arnaques en piégeant les brouteurs comme le « Neurchi de Brouteurs Broutés (NDBB)» comprenant plus de 16 000 membres,.

## Dans la culture populaire

### Littérature
- Louis Charbonneau, Le Grand Ordinateur (Intruder) 1982 ;
- Élise Fontenaille, Unica, Paris, éditions Stock, 2006[117] — polar d'anticipation autour de la cyber-pédophilie[118], prix du Lundi ou grand prix de la Science-Fiction Française 2007, prix Rosny aîné 2008.
- Seules les bêtes, roman de Colin Niel (2017), avec notamment le personnage d'Armand, brouteur depuis la capitale d'un pays d'Afrique de l'Ouest francophone, comme le Sénégal ou la Côte d'Ivoire.

### Cinéma
Le hacking ou la cybercriminalité sont les sujets, principaux ou pas, de nombreux films, comme :
- 1995 : Traque sur Internet (The Net), d'Irwin Winkler ;
- 2000 : Cybertraque
- 2007 : Die Hard 4 : Retour en enfer (Live Free or Die Hard) de Len Wiseman ;
- 2015 : Hacker (Blackhat) de Michael Mann.
- 2019 : Seules les bêtes de Dominik Moll, adaptation du roman de Colin Niel, avec notamment Denis Ménochet, Laure Calamy et Guy Roger N'drin.

### Télévision
- Mr. Robot
- Eye Candy
- Brouteur.com de Alain Guikou (2012), série ivoirienne également diffusée sur TV5 Monde

### Bande dessinée
- CONversations, Jorge Bernstein & FabCaro[119],[120]